# Kryminologia
Kryminologia – dziedzina zajmująca się osobą sprawcy przestępstwa, przyczynami jego czynu i warunkami społecznymi, w jakich go dokonał.
Termin pochodzi od łacińskiego słowa crimen (przestępstwo) oraz greckiego logos (nauka).
Za twórcę kryminologii uważa się włoskiego lekarza, Cesare Lombroso (druga połowa XIX w.), który stworzył teorię antropologiczną zakładającą istnienie „przestępcy z urodzenia”. C. Lombroso zawzięcie odwiedzał znane więzienia, by wnikliwie obserwując twarze, sylwetki i dłonie aresztantów, stworzyć wykaz fizycznych cech wspólnych łączących kryminalistów. W wyniku prowadzonych badań doszedł on do wniosku, że na podstawie wyglądu można rozpoznać potencjalnego i rzeczywistego przestępcę. Stworzony przez niego wzorzec przestępcy stosowano ze zmiennym powodzeniem do początku lat dwudziestych XX w. Według Lombroso twarz przestępcy charakteryzują silnie zarysowane łuki brwiowe, kości policzkowe, brak delikatnych rysów nosa i ust, twarz brzydka, budząca odrazę, czoło cofnięte (jak u neandertalczyka), silna budowa kośćca itp.
Kryminologia – to nauka społeczna zajmująca się badaniem i gromadzeniem całościowej wiedzy na temat przestępstwa jako pewnej szczególnej formy zachowania dewiacyjnego, przestępczości jako pewnego zjawiska społecznego, a także osoby sprawcy przestępstwa, jak również ofiary przestępstwa, a także instytucji i mechanizmów kontrolnych, jakie tworzą społeczeństwa w celu zapobiegania i zwalczania przestępczości .
Kryminologia – nauka, której celem jest badanie zjawiska zwanego przestępczością, w całości zakresu (jest to kryminologia teoretyczna lub “czysta” kryminologia). Nauka opierająca się na wnioskach kryminologii teoretycznej to kryminologia praktyczna bądź stosowana. Kryminologia obserwuje fakty z możliwie największą dokładnością, i stara się z pomocą dostępnych metod śledzić przyczyny zjawiska przestępczości (etiologia kryminalna)
- Przedmiotem kryminologii zatem jest przestępstwo – tj. czyn, który jest popełniany i osoba, która go popełnia; prawny aspekt problemu.
- Przestępstwo- działanie, na które określona wspólnota (np. państwo) ustaliła karę. Spojrzenie na inną stronę pojęcia przestępstwo ukazuje nam, że jest to zbrodnia zaliczania do kategorii niemoralnych działań.

Kryminologia – nauka, która jest interakcją między pomysłami sformułowanymi w celu wyjaśnienia przestępczości, a zebranymi danymi. Jest badaniem naruszeń norm postępowania (Sellin).

## Działy kryminologii
Działy kryminologii to między innymi:
- etiologia, która zajmuje się przyczynami i uwarunkowaniami przestępczości oraz zjawiskami ze sfery patologii społecznej
- symptomatologia – nauka o zewnętrznych przejawach przestępczości
- wiktymologia, będąca nauką o ofierze przestępstwa i jej roli w genezie czynu przestępnego, a wiedza na jej temat pomaga w zrozumieniu wszystkich mechanizmów zaistnienia przestępstwa[4].

### Przedmiot kryminologii
Podzbiór działania (lub zaniechania) zakazanego przez prawo karne, składającego się wyłącznie z tych zachowań skutecznie przetwarzanych przez system wymiaru sprawiedliwości w sprawach karnych. Wyklucza zachowania, które nie są kryminalizowane, wykrywane lub zgłaszane organom ścigania.

## Kryminologia jako nauka
Kryminologia bada przestępczość, które jest zjawiskiem względnym, kierowanym różnymi myślami i znaczeniem dla większości osób, dlatego też kryminologia nie jest dziedziną, którą można łatwo zredukować do jednej definicji. Według klasycznego wyznaczania trójstronnych granic przez m.in. Edwina Sutherlanda – kryminologia to badanie procesów tworzenia prawa, łamania prawa i reagowania na łamanie prawa. Badaniem reakcji na łamanie prawa zajmuje się dziedzina sprawiedliwości karnej.

## Przestępczość w kryminologii
Definiowanie kryminologii jako dziedziny badania przestępczości stawia nam kluczowe pytanie, czym jest przestępczość}. Przestępstwo jest umyślnym działaniem naruszającym prawo karne (ustawowe i orzecznictwa).
| Powszechne kryteria oceny wagi przestępstwa | Powszechne kryteria oceny wagi przestępstwa                                                         |
| ------------------------------------------- | --------------------------------------------------------------------------------------------------- |
| Szkody wyrządzone                           | Jaki jest obiektywny poziom szkód spowodowanych przez zachowanie przestępcy?                        |
| Status ofiary                               | Czy ofierze przysługuje szczególna ochrona prawna?                                                  |
| Moralne osądy                               | Co i czyje osądy moralne będą miały wpływ na kryminalizację zachowań i aktywizację procesu karnego? |
| Charakterystyka sprawcy                     | Jaka jest rola pochodzenia i okoliczności życia sprawcy?                                            |

## Poddziedziny kryminologii
- antropologia kryminalna – somatyczna nauka o przestępcy. Stara się odpowiedzieć na pytania czy przestępca posiadał jakieś szczególne cechy ciała
- socjologia kryminalna – nauka o przestępczości jako zjawisku społecznym. Głównym celem socjologii kryminalnej jest zatem dowiedzieć się, w jakim stopniu przyczyny przestępczości mają swoje pochodzenie w społeczeństwie (etiologia społeczna).
- psychologia kryminalna (III) – nauka o psychologii zjawisk w dziedzinie przestępczości. Głównym przedmiotem tej dziedziny jest psychologia przestępcy – np. jak zróżnicowani są przestępcy pod względem wieku, rasy, płci. Psychologia kryminalna zajmuje się także zbiorową przestępczością.

Ponadto, do tej sekcji można zaliczyć także wszystko co określa się jako psychologię zbrodni (motywy i kontrole). Także psychologia innych osób mających udział w sprawie (świadkowie, sędzia, prokurator) oraz psychologia zeznań.
- psycho- i neuropatologia kryminalna – nauka o psychopatycznym lub neurotycznym przestępcy
- penologia – nauka o pochodzeniu i rozwoju kary, jej znaczenia i użyteczności

Wszystkie wymienione 5 sekcji powyżej stanowią razem teoretyczną lub „czystą” kryminologię. Opierając się na nich mamy dalej kryminologię stosowaną, która zajmuje się higieną karną i polityką kryminalną.

## Historia terminu „kryminologia”
kryminologia- crimen- przestępstwo & logos- nauka; kryminologia jest to więc nauka o przestępstwie, a termin ten został pierwszy raz użyty przez francuskiego antropologa P. Topinarda w 1879.

## Kryminologia a inne nauki penalne

### Kryminologia a kryminalistyka
Kryminologia bywa często mylona z kryminalistyką. Czasem wręcz używane jako synonim, jest to poważny błąd. Są to bowiem dwie odrębne dyscypliny nauki, które pomimo tego, że obie zajmują się przestępstwem, to zajmują się zupełnie innymi jego aspektami i spełniają odrębne funkcje.
Kryminalistykę można określić jako naukę o taktycznych zasadach i sposobach o raz o technicznych metodach i środkach rozpoznawania i wykrywania prawnie określonych, ujemnych zjawisk społecznych, a w szczególności przestępstw i ich sprawców oraz udowadniania istnienia lub braku związku pomiędzy osobami i zdarzeniami; a także zapobiegania przestępstwom i innym niekorzystnym, lecz prawnie relewantnym zjawiskom. Nauka ta zajmuje się również strategią przewidywania i przyszłego rozpoznawania oraz zwalczania tych zjawisk, zwłaszcza poprzez zapobieganie ich powstawaniu i rozwojowi. Spełnia ona zatem rolę usługową w procesie karnym w zakresie ustalania prawdy materialnej.
Częściowo jednak przedmioty zainteresowania kryminalistyki i kryminologii pokrywają się, w szczególności dotyczy to kwestii związanych z fenomenologią przestępczości. Niemniej nie zachodzi odwrotność w tym zakresie. Z kolei kryminologia jako nauka zajmuje się badaniem i gromadzeniem całościowej wiedzy na temat przestępstwa jako pewnej szczególnej formy zachowania dewiacyjnego, oraz przestępczości jako zjawiska społecznego. Zajmuje się ona także osobą sprawcy przestępstwa, jego ofiarą, a także instytucjami i mechanizmami kontrolnymi.

### Związki kryminologii z innymi naukami

#### Kryminologia a nauka prawa karnego
Kryminologia, jako nauka o przestępstwie wykazuje bardzo silne związki z nauką prawa karnego. Obie te nauki za przedmiot swoich rozważań mają bowiem ten sam fragment rzeczywistości. Kryminologia jest jednak nauką społeczną i to o empirycznych podstawach. Odpowiada ona na pytanie „jak jest?”. Zajmuje się więc przestępstwem, przestępczością, przestępcą i społeczną reakcją na te zjawiska jak faktami indywidualnymi i społecznymi – takimi jakie faktycznie są. Jej celem jest opisanie rzeczywistości społecznej.
Z kolei nauka prawa karnego zajmuje się także przestępstwem i przestępczością, ale z perspektywy nauki normatywnej, czyli odpowiada na pytanie „jak być powinno?”. Podstawową metodą tej nauki jest metoda prawno-dogmatyczna, która polega na określaniu zasad ponoszenia odpowiedzialności karnej, określaniu metod interpretacji przepisów prawnych i zasad stosowania tych zasad i przepisów do konkretnych przypadków.
Kryminologia interesuje się również przepisami prawa karnego, ale tylko z punktu widzenia ich efektywności w zwalczaniu przestępczości. Nauka prawa karnego za problem nadrzędny stawia sobie udzielenie odpowiedzi na pytanie, czy dane zachowanie stanowi przestępstwo w świetle obowiązujących przepisów. Z kolei kryminologia szuka odpowiedzi na pytanie, jakie czynniki obiektywne bądź subiektywne, jednostkowe bądź zbiorowe leżą u źródła przestępstwa lub je warunkują.

#### Kryminologia a penologia
Penologia jest nauką o karze (od łac. poena – kara), a w szczególności o znaczeniu społecznym kary, Poszukuje ona źródeł, podstaw i uzasadnienia wszelkich reakcji społeczeństwa na zjawisko przestępczości, stąd bywa też nazywana socjologią kary. Penologia bada ujemne reakcje społeczne na przestępstwo wszechstronnie i całościowo, natomiast kryminologia zagadnieniem tych reakcji interesuje się tylko z punktu widzenia ich efektywności – jako jednego z wielu czynników przeciwdziałających powstaniu i rozwojowi przestępczości. Penologia zajmuje się także filozofią i teorią kary. Jest to element, którym kryminologia sama w sobie się nie zajmuje, niemniej kryminologia czerpie z penologii w zakresie funkcjonowania kary jako środka kontroli społecznej i reakcji na przestępstwo.

#### Kryminologia a wiktymologia
Po II Wojnie Światowej kryminologia w przedmiocie swoich badań zaczęła skupiać się nie tylko na sprawcy przestępstwa, ale także i ofierze. W ten sposób wykształcona została nowa dziedzina nauki nazwana wiktymologią (od łac. victima – ofiara). Początkowo uznawano ją za jeden z działów kryminologii, dziś jednak przyjmuje się, że jest ona osobną nauką. Wiktymologia jest bardzo mocno powiązana z kryminologią. Skupia się przede wszystkim na fakcie pokrzywdzenia kogoś przestępstwem. Dostarcza ona dzięki temu cennych informacji kryminologii na temat ofiary, jak i czynnikach zwiększających prawdopodobieństwo stania się ofiarą przestępstwa. Skupia się także na problematyce konsekwencji wiktymizacji dla dotkniętej nią jednostki. Kolejnym istotnym przedmiotem zainteresowania wiktymologii jest problematyka lęku przed przestępczością, czyli tego, jakie postawy w odniesieniu do możliwości bycia ofiarą przestępstwa prezentują ludzie. Wiktymologia zajmuje się w istocie jedynie kwestiami związanymi z ofiarą przestępstwa, z kolei kryminologia jest nauką szerszą, która w swoim zainteresowaniu ma także ofiarę przestępstwa. Wiktymologię można zatem określić jedną z nauk w obrębie kryminologii.

## Działy kryminologii
Poglądy na istotę i zakres kryminologii można sprowadzić do czterech zasadniczych kierunków:
Pierwszy kierunek traktuje kryminologię jako naukę o przestępstwie w szerokim sensie, obejmującą przyczyny przestępczości, metody jej zwalczania, zagadnienia polityki kryminalnej, penologii, wreszcie materialnego i formalnego prawa karnego.
Koncepcja ta zrodziła się na początku XX stulecia. Jeden z pionierów kryminologii, prawnik austriacki H. Gross (1847-1915), w przedmowie do IV wydania (1904) Podręcznika dla sędziego śledczego stwierdził, że kryminologia obejmuje m.in. antropologię kryminalną (ta z kolei dzieli się na somatologię kryminalną i obiektywną psychologię kryminalną), socjologię kryminalną, dzielącą się na statystykę i psychologię socjalną, oraz inne nauki, a wśród  nich kryminalistykę i subiektywną psychologię kryminalną. Do wymienionych gałęzi nauk należy jeszcze dodać politykę kryminalną, penologię oraz prawo karne materialne i formalne. Podział ten, trudny do przyjęcia ze względu na poważne błędy metodologiczne, wywarł duży wpływ na kształtowanie się późniejszych koncepcji kryminologicznych, mimo że sam twórca, H. Gross, nie przywiązywał zbyt wielkiego znaczenia do opracowanej przez siebie klasyfikacji.
Idea H. Grossa zespolenia wszystkich “pomocniczych nauk prawa karnego z włączeniem nauki o śledztwie i penologii” w zamknięty system kryminologii  znalazła odbicie w poglądach autorów drugiej połowy XX w. Na przykład jeden z jego uczniów, również prawnik austriacki, E. Seelig, dzieli kryminologię na dwie części: naukę o zjawisku przestępstwa i naukę o zwalczaniu przestępczości.
Drugi kierunek, zapoczątkowany przez F. von Liszta (1851-1919), najwybitniejszego przedstawiciela szkoły socjologicznej prawa karnego, uwzględnia kryminologię jako naukę o zjawiskach i przyczynach przestępczości obok kryminalistyki, prawa karnego i polityki kryminalnej w systemie nauk prawnokarnych (gesamte Strafrechtswissenschaft). W 1899 r. w jednym z odczytów sformułował on trzy podstawowe zadania stojące przed naukami prawnokarnymi. Są to:
- kształcenie praktyków kryminalistyków:

a) w dziedzinie prawa karnego i procesu karnego (nauk prawnokarnych w wąskim znaczeniu),
b) w praktycznym wykorzystaniu wiadomości z zakresu kryminalistyki;
- przyczynowe wyjaśnienie:

a) przestępstwa (kryminologia),
b) kary (penologia)
- doskonalenie prawodawstwa w celu lepszego zwalczania przestępczości

Trzeci kierunek jest wyrazem współczesnych tendencji rozwojowych badań kryminologicznych. Ujmuje on kryminologię łącznie z zagadnieniami penitencjarnymi. Tendencje te są szczególnie silne w Stanach Zjednoczonych.
Czwarty kierunek ujmuje kryminologię w wąskim znaczeniu jako naukę o przyczynach i objawach przestępczości. Jest on charakterystyczny dla europejskich tradycji naukowych.
Ze względu na cel kryminologii, którym jest zapobieganie przestępczości, wyróżnia się następujące działy kryminologii:
1. Symptomatologia kryminalna (fenomenologia) – ten dział kryminologii zajmuje się formami objawowymi przestępczości, do których należą: dynamika i struktura przestępczości, geografia kryminalna, sposób popełniania przestępstw, niektóre elementy organizacji świata przestępczego, np. sposoby porozumiewania się sprawców przestępstw, używanie pseudonimów.
2. Etiologia kryminalna (kryminogeneza) – koncentruje ona uwagę na badaniach czynników przyczynowych przestępczości. Jest to obszerny i bardzo ważny dział kryminologii. Analiza przyczyn obejmuje także badania osobowości przestępcy. Jej celem jest wyciągnięcie wniosków odnośnie do indywidualnych czynników determinujących zachowanie przestępne konkretnego sprawcy.
3. Profilaktyka kryminologiczna – celem kryminologii jest opracowanie środków zapobiegania przestępczości. Ten dział kryminologii obejmuje różnorodne zagadnienia dot. systemu wychowania i oświaty, treści kultury, funkcjonowania środków upowszechniania informacji, skuteczności polityki karnej, samoobrony obywateli itp.
4. Funkcjonowanie systemu sprawiedliwości karnej – wymiar teoretyczny i praktyczny. Kontrola przestępczości ma zapewnić wymierzenie sprawiedliwości. Jednym z ważnych elementów tej kontroli jest polityka karna. Wokół tej polityki toczą się dyskusje dot. rodzajów sankcji karnych, ich skuteczności itp.[21]

Podstawowe kwestie różnicujące nurty (paradygmaty) kryminologiczne:
1. Postulowane zasady postępowania badawczego: metodologia nauk przyrodniczych (naturalistyczna), eliminująca wartościowanie, bądź metodologia nauk humanistycznych, przyjmująca nieodzowność wartościowania;
2. poglądy dotyczące uwarunkowań ludzkiego zachowania (determinizm – indeterminizm
3. zakładane wizje społeczeństwa (konsensualna – konfliktowa)

W oparciu o powyższe kryteria wyróżnić można następujące nurty w kryminologii:
- posługujący się metodologią naturalistyczną, zakładający deterministyczne uwarunkowanie ludzkiego zachowania oraz konsensualną wizję społeczeństwa (kryminologia pozytywistyczna);
- opowiadający się za metodologią nauk humanistycznych, zakładającą konieczność odwoływania się do ocen i wartości, przyjmujący indeterministyczną wizję jednostki a konfliktową społeczeństwa (kryminologia antynaturalistyczna);
- stosujący w zależności od ukierunkowania metodologię nauk przyrodniczych lub humanistycznych i bardzo silnie eksponujący potrzebę wartościowania zjawisk społecznych, zakładający istnienie wolnej woli, ale i “sterowalność” jednostki (miękki indeterminizm), jak też konsensualną wizję społeczeństwa (kryminologia klasyczna i neoklasyczna)[22].

## Polska kryminologia w dwudziestoleciu międzywojennym
Przed odzyskaniem przez Polskę niepodległości największe zasługi w rozwoju kryminalistyki i kryminologii wnieśli medycy sądowi. Do grona pionierów zaliczyć należy Leona Wachholza, J. Olbrychta oraz Wiktora Grzywo-Dąbrowskiego, którzy przede wszystkim przeprowadzali badania kryminalistyczne dla organów bezpieczeństwa oraz wymiaru sprawiedliwości.
W Polsce oraz innych krajach w latach dwudziestych i trzydziestych XX wieku, kiedy w pełni rozwinęły się wspomniane nauki ukazywało się kilka czasopism, w których publikowano wyniki najnowszych badań naukowych zawierających wiele cennych materiałów, wskazówek i zasad określających sposoby postępowania w kierunku zdemaskowania sprawcy. Osobną grupą były monografie, studia i podręczniki dla pracowników wymiaru sprawiedliwości oraz służb strzegących bezpieczeństwa wewnętrznego. Publikacje tego typu miały wskazywać właściwe metody działania w walce z przestępczością, wdrażać najnowsze osiągnięcia nauki do praktyki i codziennej pracy oraz stale edukować wspomniane służby w imię maksymy, że funkcjonariusz powinien być zawsze krok do przodu w rywalizacji z przestępcą.
Założone przez prof. Wacława Makowskiego w 1933 r. „Archiwum Kryminologiczne” – kwartalnik poświęcony kryminologii, kryminalistyce i prawu karnemu, było pismem, które wypełniło dotkliwą lukę istniejącą w tej dziedzinie nauki. Polska literatura kryminologiczna w pierwszej połowie lat trzydziestych wzbogacona została wydawnictwem, które stworzyło możliwość publikacji wielu przełomowych wyników badań z kryminologii i kryminalistyki. Zadaniu temu redakcja zamierzała sprostać przez „wszechstronne opracowanie naukowe problematów walki z przestępczością, budowanie trwałych podstaw naukowych, na których praktyczna i celowa działalność społeczna mogłaby oprzeć skuteczną pracę nad zapewnieniem ładu współżycia”. Już w pierwszym zeszycie ukazało się wiele interesujących artykułów m.in. W. Makowskiego Na marginesie komentarza do kodeksu karnego, J. Piątkiewicza, J. Jakubca Daktyloskopia czy alibi, H, Strasmana Monodaktyloskopia Battlea, L. Rabinowicza Belgijskie zakłady zabezpieczające. „Archiwum Kryminologiczne” ukazało się trzykrotnie (T.1 1933/34, T. 2 1935 i 1937, T. 3 1939). Każdy tom składał się z podwójnych zeszytów, z wyjątkiem dwóch pierwszych, które ukazały się osobno. Na przestrzeni lat 1933–1939 redakcja wydała sześć zeszytów na łamach, których publikowano prace naukowe z kryminologii, kryminalistyki, prawa karnego, zawierające bardzo interesujący materiał fotograficzny, szkice, rysunki oraz wykresy. Oprócz tego w piśmie prezentowano przegląd orzecznictwa Sądu Najwyższego dotyczącego prawa karnego materialnego i procesowego. Redaktorem czasopisma był uczeń i współpracownik profesora Makowskiego doktor Stanisław Batawia.
Po wojnie nie reaktywowano czasopisma, dopiero w 1960 r. rozpoczęto wydawanie „Archiwum Kryminologii”, które poprzez osobę prof. Stanisława Batawii, było kontynuatorem ukazującego się w latach 1933–1939 „Archiwum Kryminologicznego”. Założycielem i redaktorem naczelnym „Archiwum Kryminologii” był prof. dr hab. Stanisław Batawia – twórca Zakładu Kryminologii INP PAN i Zakładu Kryminologii Wydziału Prawa i Administracji Uniwersytetu Warszawskiego.
Współczesna kryminologia bazuje na naukach takich, jak psychologia, psychiatria, socjologia w badaniach nad sylwetką sprawcy i jej typowaniem oraz wyjaśnieniem przyczyn tkwiących u podłoża czynu przestępczego. Przyczyny takie można podzielić na wewnętrzne (typowo psychologiczne: choroba psychiczna, umiarkowana zdolność postrzegania rzeczywistości i nieodróżnianie dobra od zła i in.) oraz zewnętrzne (typowo socjologiczne: brak środków do życia, wyobcowanie ze środowiska i próba powrotu do niego z jakimś efektownym czynem – młodzież, frustracja sytuacją własną lub bliskich, społeczne przyzwolenie otoczenia na czyn zabroniony jakiejś subkulturowej grupy itp.).
W ustaleniu kryminologicznego obrazu sprawcy pomocna jest także kryminalistyka, technika śledcza.

## Kryminologia jako kierunek studiów
Kryminologia jest kierunkiem studiów wykładanym na wielu uczelniach. W Polsce pierwszą uczelnią prowadzącą studia na kierunku kryminologia był Uniwersytet Warszawski, gdzie w zakresie kryminologii prowadzone są studia magisterskie w Instytucie Profilaktyki Społecznej i Resocjalizacji.